# Meïssa Teinde Wedj Fall
Pour les articles homonymes, voir Meïssa.
Meïssa Tende Wedj (ou Maysa Tende Wéjj en wolof) est un damel du Cayor, c'est-à-dire le souverain d'un royaume pré-colonial situé à l'ouest de l'actuel Sénégal. 
L'un des fils de Lat Soukabé auquel il succède, il règne pendant 29 ans, de 1719 à 1748. Son propre fils, Meïssa Bigué, lui succède brièvement, mais reviendra au pouvoir à deux reprises par la suite.